# Blawnox, Pennsylvania
Blawnox, Pennsylvania (енгл. Blawnox) град је у америчкој савезној држави Пенсилванија.

## Демографија
По попису из 2010. године број становника је 1.432, што је 118 (-7,6%) становника мање него 2000. године.
| Група             | 2000.         | 2010.         |
| Белци             | 1.440 (92,9%) | 1.320 (92,2%) |
| Афроамериканци    | 16 (1,0%)     | 27 (1,9%)     |
| Азијати           | 81 (5,2%)     | 57 (4,0%)     |
| Хиспаноамериканци | 10 (0,6%)     | 12 (0,8%)     |
| Укупно            | 1.550         | 1.432         |